# Phoresis and Other Journeys
Phoresis and Other Journeys (deutsch Phoresie und andere Reisen) ist eine Sammlung von drei Science-Fiction-Novellen des australischen Schriftstellers Greg Egan, veröffentlicht im Jahr 2023.

## Novellen
- The Four Thousand, The Eight Hundred. 2016.
- Dispersion. 2020.
- Phoresis. 2018.

## Auszeichnungen
The Four Thousand, The Eight Hundred war in der finalen Auswahl für den australischen Ditmar Award im Jahr 2016 und erreichte den fünften Platz des Reader Poll des Locus Award im Jahr 2016.

## Kritik

### The Four Thousand, The Eight Hundred
Publishers Weekly schreibt, dass die Geschichte die heißen Themen von geistigem Eigentum und Reparaturzahlungen der Regierungen für symstematische Intoleranz in eine Science-Fiction-Geschichte der fernen Zukunft transportiere („successfully incorporates hot-button issues of intellectual property rights and government reparations for systematic bigotry into a far-future SF story“) und eine erstklassige, zum Nachdenken anregende und spanungsgeladene Weltraumoper mit beeindruckendem Weltenbau trotz der kurzen Länge („top-notch thought-provoking and suspenseful space opera, with impressively effective worldbuilding given its short length“).

### Dispersion
Russell Letson schreibt im Locus Magazine, dass in der Geschichte zahlreiche verschiedene Motive von Greg Egan kombiniert werden, darunter das sozial-ethische Dilemma von Menschen unter extremem Stress aus Perihelion Summer und The Four Thousand, The Eight Hundred, die Krankheit aus Distress, Silver Fire und Gute Gründe fröhlich zu sein sowie die Exkursionen in Mathematik und Physik aus Schild’s Ladder, Incandescence oder dem Duo aus Lichtborn und Dark Integers („combines motifs from all over Egan territory: the social-ethical drama of people under extreme stress of 'Perihelion Summer' and 'The Four Thousand, the Eight Hundred'; the diseases of Distress, 'Silver Fire', and 'Reasons to Be Cheerful'; and the gnarlier physics-and-math exertions of Schild’s Ladder or Incandescence or the 'Luminous'/'Dark Integers' duo“). Gut beschreiben ließe sich die Geschichte als Cousin zu Flatland von Edwin Abbott Abott auf Steroiden vermischt mit LSD („is a cousin to Edwin Abbot’s [sic.] Flatland, on steroids laced with LSD“), da die exotische Kosmologie ein allegorisches Porträt von Gemeinschaften auf sich überschneidenden aber sich nicht vermischbaren Bereichen beschreibt, welche der gleichen Krise gegenüberstehen aber daran scheitern, ihr gemeinsam entgegenzuteten („exotic cosmology is overlaid onto a nearly allegorical portrait of communities occupying overlapping but immiscible spaces, facing the same crisis but failing to come together to deal with“). Russell Letson schreibt zu Greg Egan zurückzukehren für („return to Egan for“) das Thema das Richtige zu wissen und zu tun, effetiv und moralisch zu sein, unabhängig der Schwierigkeit oder des Unbehagens (to know and then to do the right thing; to be effective and moral, no matter the difficulty or discomfort).

### Phoresis
Russell Letson schreibt im Locus Magazine, dass die Charaktere gesellig, neugierig, einfallsreich, methodisch, genial und beharrlich sind („are gregarious, curious, imaginative, methodical, ingenious, and persistent“) sowie dass die Novelle intensiv prozedural („intensely procedural“) ist und der spekulative Ingenieursteil der Novelle beinahe dem Gefühl der Fiktion entkomme („the speculative-engineering side of the novel almost evades the feeling of fiction“). Russell Letson schreibt weiter, dass sich das Drama aus dem sozialen Rahmen ergebe („drama arises from the social setting“) und die Ausführung sowohl Vision und Opfer von denen erfordere, welche das Ende der Arbeit nie sehen werden („execution demands both vision and sacrifice on the part of those who will not see the work’s end“), wodurch die Novelle stark an Incandescence und The Four Thousand, The Eight Hundred erinnere („strongly reminiscent of Incandescence and 'The Four Thousand, the Eight Hundred'“). Es sei der Turm von Babel, nur ohne Hochmut und Verwirrung, also insbesondere eine Parabel nicht über Teilung und Fehlschlag, sondern den Triumph von Genialität, Selbstlosigkeit und Hoffnung („is the Tower of Babel, but without the hubris and confusion: a parable not of division and failure but of the triumph of ingenuity and selflessness – of hope“).